# 2604 Marshak
2604 Marshak eller 1972 LD1 är en asteroid i huvudbältet som upptäcktes den 13 juni 1972 av den ryska astronomen Tamara Smirnova vid Krims astrofysiska observatorium på Krim. Den har fått sitt namn efter Samuil Marshak.
Asteroiden har en diameter på ungefär 14 kilometer.